# Salvador Salguero
Rafael Salvador Salguero (ur. 10 sierpnia 1951) – peruwiański piłkarz grający na pozycji obrońcy.

## Kariera klubowa
Przez całą swoją karierę piłkarską Salguero związany był z klubem z Limy, Alianzą Lima.

## Kariera reprezentacyjna
W reprezentacji Peru Salguero zadebiutował 12 października 1976 roku w zremisowanym 0:0 towarzyskim meczu z Urugwajem. W 1982 roku został powołany przez selekcjonera Tima do kadry na Mistrzostwa Świata w Hiszpanii. Tam był członkiem wyjściowej jedenastki i zagrał w 3 meczach: z Kamerunem (0:0), z Włochami (1:1) i z Polską (1:5). Od 1976 do 1982 roku rozegrał w kadrze narodowej 13 meczów.